# Ischnotoma rubriventris
Ischnotoma rubriventris är en tvåvingeart som först beskrevs av Pierre Justin Marie Macquart 1846.
Ischnotoma rubriventris ingår i släktet Ischnotoma och familjen storharkrankar. Inga underarter finns listade i Catalogue of Life.